# Ramón Serrano Suñer
Ramón Serrano Suñer (Cartagena, 12 de septiembre de 1901 - Madrid, 1 de septiembre de 2003) fue un político y abogado español, conocido por su papel durante la Guerra Civil y los primeros años de la dictadura franquista. 
Abogado de profesión, durante el periodo de la Segunda República fue diputado en las Cortes republicanas. En estos años mantuvo contactos con numerosas personalidades políticas de la época, como José Antonio Primo de Rivera o José María Gil-Robles, líder de la CEDA. Tras el estallido de la Guerra Civil fue detenido y encarcelado, aunque conseguiría escapar a la zona sublevada. 
Conocido popularmente como «el Cuñadísimo» —era cuñado de Carmen Polo, esposa de Francisco Franco, Ramón Serrano Suñer fue uno de los principales artífices del Régimen en sus primeros años, tanto en lo jurídico como en lo político. Fue el principal autor de la construcción del «Nuevo Estado» que se organizó en torno a la figura del dictador Francisco Franco, lo que incluyó la autoría de numerosas leyes y decretos. Entre 1938 y 1942 fue seis veces ministro en los primeros gobiernos franquistas, ocupando las carteras de Gobernación y Asuntos Exteriores, así como presidente de la Junta Política de la Falange Española Tradicionalista y de las JONS (1939-1942). También estuvo tras la fundación de la ONCE y la Agencia EFE.
Reconocido por su germanofilia y filonazismo, durante la Segunda Guerra Mundial mantuvo una estrecha relación con la Alemania nazi y promovió el envío de la División Azul para luchar contra la Unión Soviética, como unidad militar integrada en la Wehrmacht. Fruto de su intensa labor diplomática, se reforzó la cooperación política y policial entre ambos Estados. También estuvo presente durante el encuentro de Franco con Hitler en Hendaya el 23 de octubre de 1940.
Su papel en el gobierno y en el partido único le generó muchos enemigos dentro del propio régimen. Con el declive de la Alemania nazi, también decayó su buena estrella política, siendo destituido en 1942 y postergado por el Régimen.

## Biografía

### Primeros años
Nacido el 12 de septiembre de 1901 en Cartagena, era hijo de José Serrano Lloveres y de Carmen Suñer Font de Mora. La familia paterna era originaria de Tivisa (Tarragona) y la materna de Gandesa (Tarragona). Su padre era un ingeniero de caminos destinado temporalmente en Cartagena, como también lo estuviera en Castellón de la Plana y finalmente en Madrid, en cuya Universidad Central cursó Ramón la carrera de Derecho, licenciándose con premio extraordinario en 1923. Presidió la Asociación Profesional de Estudiantes, y en la facultad conoció a José Antonio Primo de Rivera, secretario de la misma asociación estudiantil, hijo del dictador Miguel Primo de Rivera y posterior fundador de la Falange Española. Serrano era buen amigo de José Antonio (junto con Raimundo Fernández Cuesta sería su albacea) y compartía con él desde el republicanismo inicial hasta ideas de subversión del poder establecido, que derivaron en admiración hacia la Italia fascista de Benito Mussolini.
Posteriormente ganó las oposiciones al cuerpo de abogados del Estado, cuando era todavía menor de edad. Ocupó plaza en Castellón, aunque unas semanas después pasó a Zaragoza, donde se instalaría por varios años. Conoció allí a Ramona «Zita» Polo, cuya hermana, Carmen, estaba casada con el general Franco, en aquella época director de la Academia General Militar. Tras unos años de noviazgo, contrajeron matrimonio el 6 de febrero de 1932. La boda tuvo lugar en Oviedo, ciudad de origen y residencia de la novia, en la iglesia San Juan el Real. Por parte de los novios fueron testigos Franco y José Antonio Primo de Rivera, que se conocieron con ocasión de esta ceremonia.

### Segunda República
Serrano Suñer entró oficialmente en política en 1931, presentándose a las Cortes republicanas por la circunscripción de Zaragoza para ocupar el escaño que había dejado libre Niceto Alcalá-Zamora, quien también salió elegido por Jaén y optó por representar a esta circunscripción. Su candidatura, improvisada por el sector más poderoso de la economía local, tomó el nombre de Unión de Derechas de Zaragoza, aunque finalmente no salió elegido. Volvería a presentarse por Zaragoza en las comicios de 1933, logrando obtener un escaño coaligado en la Confederación Española de Derechas Autónomas (CEDA) junto a prestigiosos jóvenes aragoneses, como Juan Antonio Cremades y José María Sánchez Ventura. Aunque se inscribió en la minoría parlamentaria de la CEDA, no se convirtió en miembro formal de la formación. Ello no le impidió participar en la concentración que la CEDA celebró en El Escorial en abril de 1934, donde dio un discurso en el que criticó duramente la «degeneración» de las democracias. Serrano Suñer alcanzaría la madurez de su formación político-ideológica durante los años de la Segunda República. Tal y como señala Gonzalo Redondo, era una persona eminentemente conservadora y de derechas, procedente de las filas del maurismo, y en la práctica más cercano a los postulados de Acción Española que de la CEDA.
Conoció bien a José María Gil-Robles, aunque no llegaron a la amistad debido a sus divergencias ideológicas y metodológicas. Siguió manteniendo contacto con José Antonio Primo de Rivera, que para entonces ya era diputado en Cortes y líder de la Falange Española de las JONS. En las elecciones de 1936 Serrano volvió a obtener acta de diputado por Zaragoza. En fechas previas a los comicios —que ganó la coalición del Frente Popular— organizó una reunión entre el general Franco y José Antonio Primo de Rivera, encuentro que finalmente no tuvo éxito. Serrano Suñer comentaría sobre aquella reunión:

Fue una entrevista pesada y para mí incómoda. Franco estuvo evasivo, divagatorio y todavía cauteloso. Habló largamente; poco de la situación de España, de la suya y de la disposición del Ejército, y mucho de anécdotas y circunstancias del comandante y el teniente coronel tal,... [...] José Antonio quedó muy decepcionado y apenas cerrada la puerta del piso tras la salida de Franco (habíamos tomado la precaución de que entraran y salieran por separado) se deshizo en sarcasmos hasta el punto de dejarme a mí mismo molesto, pues al fin y al cabo era yo quien los había recibido en mi casa. "Mi padre —comentó José Antonio— con todos sus defectos, con su desorientación política era otra cosa. Tenía humanidad, decisión y nobleza. Pero estas gentes...".

Las elecciones tuvieron que repetirse en dos circunscripciones, Cuenca y Granada, por lo que la CEDA ofreció a Franco un puesto en las listas de la candidatura de Cuenca que le garantizaba salir elegido. Franco aceptó, pero en la misma lista electoral se presentaba José Antonio Primo de Rivera, que no admitió compartir lista con Franco y lo vetó. Por consejo de Primo de Rivera, Serrano Suñer viajó a Canarias —donde se encontraba destinado Franco como comandante general del archipiélago— con la misión en teoría de convencer a su cuñado para que se retirase. Mantuvo una larga conversación con Franco, y a pesar de los titubeos de su cuñado, Serrano logró finalmente que este renunciase a presentarse. Franco, sin embargo, no quedó muy satisfecho de aquella situación y, por el contrario, empeoró su opinión sobre Primo de Rivera.
Para esa fecha José Antonio se encontraba en prisión y la Falange había visto suspendidas sus actividades por orden judicial. Serrano Suñer visitó a su antiguo amigo en la cárcel, mientras que en las Cortes realizó una decidida defensa del acta de diputado que Primo de Rivera no había logrado en las elecciones de Cuenca por apenas unos cientos de votos. Además realizó alguna gestión ante el presidente de las Cortes, Diego Martínez Barrio, para conseguir su traslado a una prisión en el norte, como Burgos o Vitoria. Aunque no se convirtió formalmente en miembro de Falange Española de las JONS, en la primavera de 1936 animó a los militantes de las Juventudes de Acción Popular a que se unieran en masa a la Falange. Serrano tuvo conocimiento de la conspiración cívico-militar que estaba en marcha contra el gobierno del Frente Popular. El 14 de julio —al día siguiente del asesinato de José Calvo Sotelo— se reunió en Madrid con su amigo José Finat para entregarle unos documentos confidenciales que debía entregarle al jefe principal de la conspiración, el general Emilio Mola, con quien de hecho se entrevistaría Finat en Pamplona.

### La Guerra Civil
El estallido de la Guerra Civil le sorprendió en Madrid. Serrano se encontraba en la capital junto a su familia debido al reciente fallecimiento de su padre. Tras comprobar la difícil situación que existía en la ciudad por el fracaso de la sublevación, aceptó el ofrecimiento del político y exministro republicano Ramón Feced de que se alojara con él en su vivienda, lo que le ofrecía una cierta garantía frente a posibles peligros. A pesar de su condición de parlamentario, no pasó mucho tiempo hasta que fue detenido. Posteriormente sería recluido en la Cárcel Modelo por las autoridades republicanas, donde ya se encontraban presos numerosos derechistas y falangistas. Estaba allí cuando el 22 de agosto de 1936 una turba violenta asaltó la prisión y provocó una matanza de prisioneros; a pesar de ser un político conocido y de que fueron asesinados muchos de sus conocidos, Serrano Suñer logró librarse de la muerte. Allí fue testigo del fusilamiento de dos amigos suyos: los falangistas Fernando Primo de Rivera y Julio Ruiz de Alda. Meses después consiguió a través de amigos ser trasladado bajo custodia a una clínica privada, por una presunta o real úlcera gástrica. El ministro sin cartera Manuel de Irujo habría autorizado el traslado a la clínica. El 20 de enero de 1937 logró evadirse vestido de mujer y se refugió en la legación diplomática de los Países Bajos, desde donde, con un falso salvoconducto de militar republicano, llegó hasta Alicante para reunirse tanto con su mujer como con sus hijos, José y Fernando. Trasladado al consulado argentino, posteriormente embarcaría en un buque de guerra argentino —el destructor Tucumán— que le llevaría a Marsella.
Serrano todavía desconocía que sus hermanos mayores, recluidos en la cárcel de las Ventas, habían sido sacados y asesinados en las tapias del cementerio de Aravaca. Este asesinato afectó profundamente a Serrano Suñer, provocando en él un profundo resentimiento hacia el bando republicano. Según el historiador Hugh Thomas, la embajada francesa había rechazado conceder asilo político a sus hermanos, algo que acabaría generando en Serrano Suñer un fuerte odio hacia Francia.
Desde Marsella cruzó el sur de Francia hasta llegar a Biarritz y pasó a la zona bajo control franquista a través del puesto fronterizo de Hendaya, consiguiendo llegar a Salamanca —capital provisional de los sublevados— el 20 de febrero de 1937. Allí fue acogido por su cuñado, recientemente nombrado Jefe del Estado y Generalísimo de los Ejércitos. Serrano y su familia serían instalados por Franco en una dependencia del palacio arzobispal. A través de la relación entre Carmen Polo y su hermana Zita, Serrano Suñer logró empezar a tener una estrecha relación con Franco. Ambos hombres solían mantener frecuentes tertulias políticas. Contando con su formación como jurista y con su experiencia como político, Serrano fue influyendo de forma decisiva sobre su cuñado. En poco tiempo desplazó a Nicolás Franco como primer consejero del «Generalísimo» y su creciente poder hizo que la población acuñase la expresión «cuñadísimo» para referirse a él.
Aunque Franco era el jefe absoluto, en la zona sublevada todavía continuaban activos varios grupos políticos; en la primavera de 1937 ya había en curso negociaciones entre los distintos grupos para alcanzar una unificación política, aunque entre falangistas y carlistas seguían existiendo fuertes divergencias ideológicas. Serrano se mostraba partidario de dicha unificación, y de hecho su llegada a Salamanca aceleraría este proceso. El propio Serrano mantuvo varias entrevistas con dirigentes políticos y militares de la zona sublevada, con los que coincidió en la necesidad de alcanzar una unificación política. Algunos autores también han señalado al teniente de ingenieros Ladislao López Bassa como uno de los autores ideológicos para el establecimiento de una «Falange unificada y franquista». Aprovechándose de un conflicto surgido en el seno de la Falange, el 19 de abril el Cuartel general de Franco promulgó el llamado Decreto de Unificación, que fusionó la Falange con la Comunión Tradicionalista para formar un nuevo partido único: la Falange Española Tradicionalista y de las JONS (FET y de las JONS). El resto de formaciones políticas aceptaron el hecho, desapareciendo o integrándose en el nuevo partido. Por su parte el líder falangista Manuel Hedilla y sus partidarios se resistieron a las disposiciones del decreto, por lo que acabarían siendo detenidos; más adelante Hedilla sería juzgado y condenado a muerte, aunque Franco lo indultó por consejo de Serrano, entre otros.
Ya convertido en un estrecho colaborador de Franco, Serrano desarrolló diversas e importantes responsabilidades a pesar de no ocupar cargo alguno. Convertido en un dirigente político, llegó a fabricarse un pasado «falangista», una idea que reforzaba a través de la amistad que había llegado a mantener con José Antonio en sus años de Universidad. Serrano se convertiría en el hombre fuerte del proceso de fascistización del incipiente régimen franquista.
Durante los siguientes meses continuó la organización del nuevo partido. En octubre de 1937 se creó el Consejo Nacional de FET y de las JONS, un órgano de carácter consultivo inspirado en el Gran Consejo Fascista de Italia; Serrano Suñer pasó a formar parte del mismo, junto a otros jerarcas franquistas, jurando el cargo el 2 de diciembre de 1937 en el monasterio burgalés de Las Huelgas. Por su parte, Franco quedó investido como Jefe nacional de FET y de las JONS, aunque el partido inicialmente no dispuso de secretario general; este puesto sería asumido a finales de 1937 por el «camisa vieja» Raimundo Fernández-Cuesta, que pasó a la zona sublevada mediante un intercambio tras haber estado encarcelado varios meses en la zona republicana. Fernández-Cuesta mantuvo relaciones tensas con el «Cuñadísimo»; a pesar de ello, nunca llegó a mantener una postura política propia y de hecho se situó en una posición completamente dócil frente a Franco y Serrano Suñer.

### La construcción del «Nuevo Estado»
Tras alcanzarse la unificación política, Serrano Suñer se dedicó entonces a la tarea de institucionalizar el incipiente régimen franquista. Hasta entonces en la zona rebelde no existía una organización estatal como tal, sino más bien una serie de organismos inconexos entre sí que el propio Serrano Suñer vino a denominar como «Estado campamental». El principal órgano lo constituía la Junta Técnica del Estado, bajo la presidencia del general Fidel Dávila —sustituido posteriormente por el general Francisco Gómez-Jordana—. Durante los siguientes meses el «Cuñadísimo» estuvo redactando la Ley de la Administración Central de Estado, que finalmente se aprobaría el 30 de enero de 1938. La nueva norma legal llevó al establecimiento de un ejecutivo con once carteras ministeriales que sustituyó a la hasta entonces poco eficiente Junta Técnica del Estado. Serrano convenció a su cuñado de la necesidad de sustituir a la Junta por un verdadero gobierno organizado en ministerios, negociando con su cuñado la composición del mismo, que incluía a falangistas, monárquicos alfonsinos, un carlista, militares y técnicos. En el seno del nuevo gabinete, Serrano se convirtió en el hombre más poderoso, al frente del Ministerio del Interior —aunque las competencias de Orden Público estuvieran bajo el control del general Martínez Anido—, así como secretario del Consejo de Ministros. En el nuevo gobierno hubo algunas ausencias notables, como las de Nicolás Franco y José Antonio de Sangróniz —antiguos colaboradores de Franco con los que Serrano no congeniaba—, que fueron nombrados embajadores en Portugal y Venezuela, respectivamente.

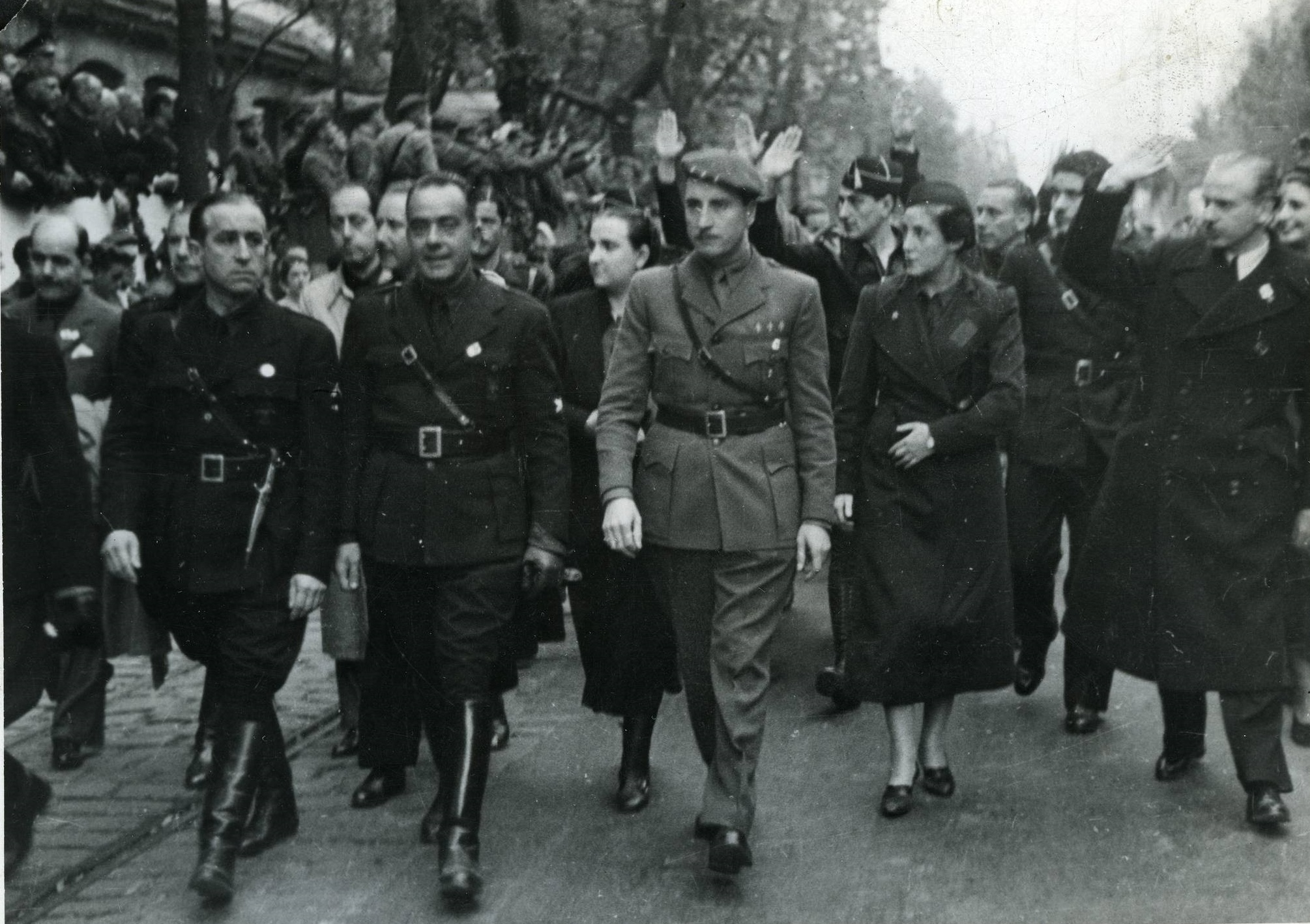
Serrano Suñer, a la derecha de la imagen, junto a Pilar Primo de Rivera, en una celebración del bando franquista en 1939 en San Sebastián.

Uno de los primeros objetivos de Serrano Suñer fue acabar con la amplia autonomía que el general Queipo de Llano tenía en Andalucía. Nada más asumir la cartera de Interior, en febrero de 1938 puso fin a las famosas charlas radiofónicas que Queipo de Llano daba desde Radio Sevilla, las cuales le habían convertido en un personaje muy popular en la España franquista. Otra de sus medidas fue el nombramiento de Pedro Gamero del Castillo como gobernador civil de Sevilla, con el objetivo de disminuir el poder del llamado «Virrey de Andalucía». Una vez llegado a Sevilla, Gamero del Castillo destituyó al alcalde Ramón de Carranza; esta medida provocó una gran indignación en Queipo, que llegó a viajar a Burgos para protestar a Serrano y exigir la destitución del gobernador civil.
Con la formación del nuevo gabinete, dio comienzo a la construcción de un nuevo Estado de cuño fascista que rompiera con la tradición de los Estados liberales procedentes del siglo XIX. Bajo el impulso de Serrano, la Junta Política de FET y de las JONS redactó el Fuero del Trabajo, que constituiría la primera de las Leyes Fundamentales del Estado franquista. El Fuero del Trabajo, promulgado el 9 de marzo de 1938, regía la convivencia laboral entre los españoles y se inspiraba en la Carta del Lavoro italiana de 1927.
El Ministerio de Interior tenía bajo su control un buen número de competencias, entre otras los servicios de prensa y propaganda, que quedaron bajo el control de Serrano. En este sentido fue muy importante la promulgación el 22 de abril de 1938 de la Ley de Prensa e Imprenta, que sometía a la censura previa a todos los medios de comunicación nacionales. La norma legal fue redactada por José Antonio Giménez-Arnau a propuesta del propio Serrano Suñer. Unos días después, el 26 de abril, Serrano también decretó la creación de la Delegación del Estado para la Recuperación de Documentos (DERD), organismo que tenía la misión de localizar, clasificar y almacenar toda la documentación perteneciente o relacionada con los partidos políticos (así como organizaciones, sindicatos y/o personas) «hostiles y desafectas al Movimiento Nacional». Con ello, se pretendía facilitar la localización y posterior represión de todos aquellos considerados como enemigos del régimen. Otro de los nuevos organismos nacidos bajo la égida de Serrano Suñer fue el Servicio Nacional de Regiones Devastadas y Reparaciones, a cuyo frente quedó el ingeniero Joaquín Benjumea Burín; este colaboró estrechamente con Serrano en la labor de la reconstrucción.
A medida que avanzaba la contienda, Serrano Suñer se mostró en varias ocasiones abiertamente contrario a cualquier tipo de negociación o compromiso con el gobierno de la República. Por ejemplo, cuando en mayo de 1937 el ministro de Exteriores británico Anthony Eden propuso una mediación entre republicanos y sublevados, Serrano rechazó esta posibilidad, argumentando que ello «dejaría la puerta abierta a una regresión al estado de cosas que hizo inevitable la guerra». En una reunión del consejo de ministros, Serrano llegó incluso a proponer que la ciudad de Madrid fuese castigada con la desposesión de la capitalidad como castigo por su fidelidad a la República. Volvería a manifestarse en términos semejantes hacia el final de la guerra, en marzo de 1939, después de producirse el Golpe de Casado y de que se hubieran hecho propuestas de rendición desde la zona republicana; Suñer dijo desde Radio Nacional en Burgos:

Gentes que traicionaron los más puros valores humanos y pisotearon el honor; ahora, tras la conquista de Barcelona, a guerra perdida, quieren acabarla en una forma humanitaria y honrosa. Olvidaron que a nosotros nuestros muertos, y la propia noción del saber nos exigían que sólo la victoria y su absoluto vencimiento fueran el término de esta prueba terriblemente dura, de la que es preciso deducir, de una vez para siempre, todas las consecuencias positivas para afirmar sobre ellas, en el mundo, la voz y la voluntad de España.

Cuando se produjo el traslado del gobierno franquista a Madrid, Serrano recomendó a Franco que no se instalara en el Palacio Real —como de hecho el Caudillo pretendía hacer— para no ofender a los sectores monárquicos. En el orden político, Suñer consiguió rehacer los estatutos de la Falange Española Tradicionalista y de las JONS, otorgando la mayor parte del poder de la organización a un cargo de nuevo cuño, el de presidente de la Junta Política, en detrimento del cargo de secretario general; él mismo sería nombrado para dicho cargo el 9 de agosto de 1939. El general Muñoz Grandes fue nombrado secretario general del partido, y no pasó mucho tiempo hasta que acabó teniendo unas relaciones tensas tanto con Serrano Suñer —jefe de la Junta Política— como con Pedro Gamero del Castillo —vicesecretario del partido—. Muñoz Grandes, que antes de 1939 no había tenido ninguna experiencia política, acabaría dimitiendo del puesto en marzo de 1940 y se reintegraría en el servicio militar. El cargo de secretario general de FET y de las JONS quedó vacante hasta mayo de 1941, lo que dejó a Serrano Suñer como auténtico hombre fuerte del partido y del régimen, tras el propio Franco.
Al término de la Guerra civil también se procedió a una profunda reorganización de las fuerzas de seguridad. En septiembre de 1939 Serrano Suñer nombró director general de Seguridad a un cercano suyo, José Finat y Escrivá de Romaní. Promulgó una ley (con fecha de 23 de septiembre) que reorganizó la estructura orgánica de la Dirección General de Seguridad y también creó una nueva fuerza policial encargada del orden público, la Policía Armada. El 8 de marzo de 1941 se promulgó la «Ley de Reorganización de los Servicios de Policía», mediante la cual fueron reorganizadas las fuerzas policiales como elemento de represión y mantenimiento del orden público.

### El cénit de su carrera

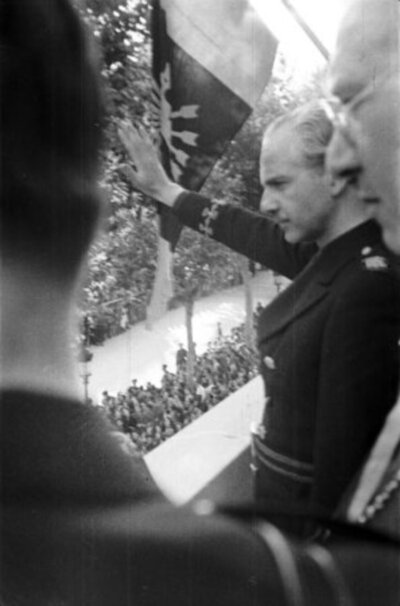
Serrano Suñer saluda desde el balcón de la Jefatura Provincial de Falange en Barcelona el 14 de junio de 1939, a su regreso de la gira por la Italia fascista.

Al término de la contienda, Serrano Suñer era una de las personalidades más destacadas del régimen. En junio de 1939 acompañó a las tropas italianas durante su regreso a Italia, llegando al puerto de Nápoles. Posteriormente se trasladaría a Roma, donde mantuvo un encuentro amistoso con el duce fascista Benito Mussolini. También visitó la Ciudad del Vaticano y allí se encontró con el papa Pío XII, recién elegido, con el que trató —por encargo de Franco— la cuestión del nombramiento de los obispos.
El 1 de septiembre de 1939 se produjo el estallido de la Segunda Guerra Mundial. El cuñadísimo no simpatizó con la posición de neutralidad que había adoptado España frente a la situación bélica. Por el contrario, no escondía su alegría ante la evolución favorable que la guerra estaba adoptando para la causa alemana. Tanto Serrano Suñer como el ministro del Aire, el general Juan Yagüe, eran los más firmes partidarios de entrar en la guerra del lado del Eje, en cuanto Italia lo hiciera. En la primavera de 1940 los alemanes conquistaron Dinamarca, Noruega, Luxemburgo, Países Bajos, Bélgica y Francia, derrotando al poderoso Ejército francés tras apenas seis semanas de lucha. La fulgurante sucesión de victorias de las fuerzas del Eje, a lo que se sumaba la fama y la preponderancia de Serrano —principal valedor de la germanofilia en el gobierno—, hizo que la relación con la Alemania nazi llegara a su punto culminante en los primeros años de la guerra. Por el contrario, el ministro de Asuntos exteriores, el anglófilo Juan Luis Beigbeder, se encontraba prácticamente marginado. Esa preponderancia y el protagonismo que Serrano empezó a tener en política exterior le convirtieron en la persona ideal para ocupar la cartera de Exteriores. Acabaría siendo nombrado ministro de Asuntos exteriores el 16 de octubre de 1940, en sustitución de Beigbeder.
Durante el verano de 1940, Serrano empezó a mostrar interés por los miles de españoles republicanos que se encontraban exiliados en Francia, ahora bajo ocupación alemana. Poco después de la derrota francesa, Serrano hizo saber al embajador francés Robert Renom de la Baume el interés de la España franquista por neutralizar a los dirigentes republicanos que se encontrasen en suelo de la Francia de Vichy. Las autoridades de Vichy comenzaron a hacer redadas policiales y a tramitar algunas peticiones de extradición. No obstante, numerosas peticiones fueron rechazadas para frustración de las autoridades franquistas. Serrano Suñer se indignó al descubrir que varios dirigentes políticos republicanos de importancia, como Indalecio Prieto o Juan Negrín, habían logrado escapar con la connivencia de las autoridades francesas.

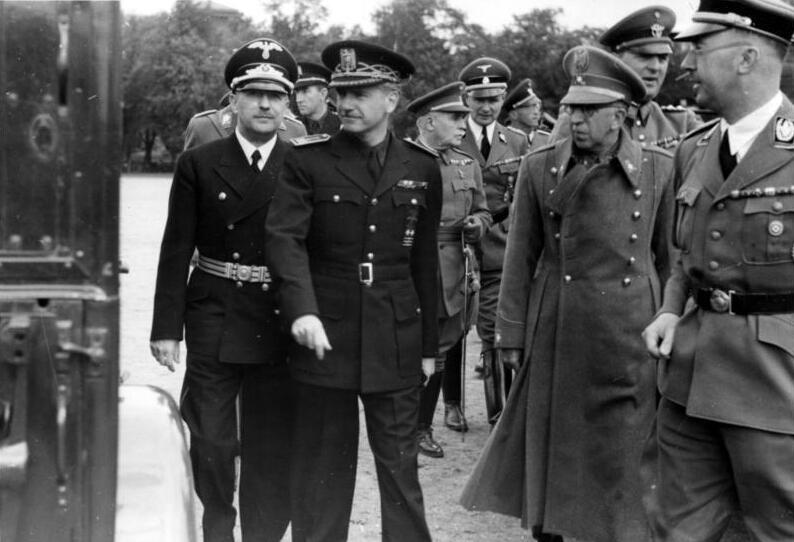
Visita a Berlín de Serrano Suñer, acompañado de otros cargos españoles y Heinrich Himmler.

El 13 de septiembre de 1940, Serrano realizó un viaje a la Alemania nazi como enviado especial de Franco, acompañado de una serie de personas inclinadas en favor del nacionalsocialismo —en este séquito figuraban Demetrio Carceller Segura, junto con Miguel Primo de Rivera, Dionisio Ridruejo, Antonio Tovar, Manuel Halcón y Manuel de Mora-Figueroa—. Durante el viaje de ida se detuvieron en París, donde hicieron una breve parada. En la capital alemana Serrano se reunió con Heinrich Himmler —jefe de la policía alemana y de las SS— y otros dirigentes nazis, como Wilhelm Frick, Joachim von Ribbentrop y Robert Ley. Posteriormente Serrano y su comitiva realizaron un viaje por el antiguo Frente Occidental, donde visitaron algunos de los campos de batalla en Bélgica y Francia. La comitiva española quedó en general muy impresionada con la organización alemana.
A mediados de octubre, Himmler visitó España, pasando por varias ciudades, entre otras Madrid, Toledo, Barcelona y San Sebastián. El líder nazi había recibido la invitación de visitar España de parte del director general de Seguridad, José Finat, invitación que reiteró el propio Serrano. En Madrid el líder nazi fue recibido por destacados dirigentes del régimen y del partido —como Franco, Serrano Suñer, Pilar Primo de Rivera o Gerardo Salvador Merino—. El líder nazi mantuvo varios encuentros con Serrano, tras los cuales se alcanzó un acuerdo que reforzaba la cooperación política y policial entre ambos Estados: la Gestapo establecería una oficina en la embajada alemana de Madrid y el Sicherheitsdienst establecería delegaciones en cada consulado germano en suelo español, a la vez que los agentes nazis que actuaran en suelo español tendrían inmunidad diplomática; como contrapartida, los agentes españoles que actuasen en Alemania y en la Francia ocupada también tendrían inmunidad. Himmler también se aseguró de que un adjunto suyo que ya operaba en España, Paul Winzer, instruyera a la nueva policía secreta española. El jefe de las SS visitó varias cárceles y campos de concentración franquistas, de los cuales sacó una mala impresión: no compartió la dureza de la represión franquista y llegó a comentar con Franco y Serrano lo absurdo que resultaba exterminar a una valiosa mano de obra cuando se necesitaban con urgencia trabajadores para la reconstrucción del país.
Todo parecía encaminado para la entrada en guerra de España del lado de Alemania. En este contexto de acercamiento hispano-alemán, el 23 de octubre se produjo en la localidad fronteriza de Hendaya una entrevista entre Franco y Hitler, con el objetivo de negociar la posible entrada en guerra de España del lado del Eje. Sin embargo, el encuentro entre ambos líderes no dio resultados positivos. Refiriéndose a los alemanes, Franco le comentaría a Serrano Suñer: «Estos tíos lo quieren todo y no dan nada». Hitler tampoco salió satisfecho de la reunión. Según el intérprete de von Ribbentrop, Hitler maldijo al «jesuita» Serrano y al «ingrato» Franco, del que diría: «Nos lo debe todo y ahora no se unirá a nosotros». El 19 de noviembre, Serrano tuvo una reunión con Hitler en Berchtesgaden, aunque no se llegó a alcanzar ningún acuerdo.

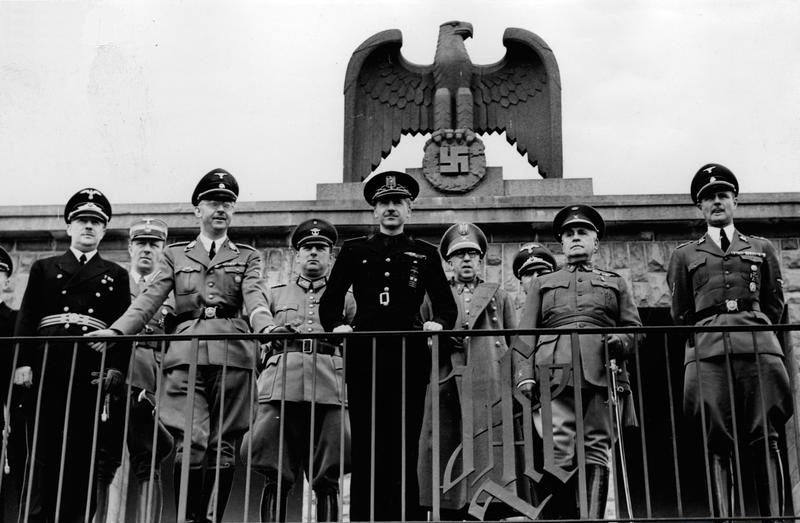
Serrano Suñer y Himmler, junto a otros oficiales en la sede de la división «Adolf Hitler» en Berlín (1940).

En octubre de 1940, el Ministerio de la Gobernación quedó vacante con la salida de Serrano Suñer, que se hizo cargo del Ministerio de Asuntos Exteriores. Serrano Suñer, sin embargo, siguió conservando un gran poder en Gobernación a través de un hombre de confianza, el subsecretario de gobernación José Lorente Sanz. Con ello, además de controlar la política exterior española, siguió controlando a las fuerzas de policía, a la prensa del Movimiento y la propaganda del régimen. Serrano Suñer también se aseguró de colocar a falangistas afines en los puestos medios del gobierno y la administración estatal. Consiguió así, por ejemplo, que un germanófilo y «serranista» como Antonio Tovar fuese puesto al frente de la Delegación de Prensa y Propaganda a finales de 1940. A todo esto se sumaba la dirección de la Junta política de la Falange, lo que lo convertía en el hombre fuerte al frente del partido único. El 2 de mayo de 1941, durante una concentración de FET y de las JONS en Mota del Cuervo, Serrano dio un discurso en el que exigió el poder para los dirigentes falangistas —a los que se refirió como «la minoría movida por la luz y por la fe»—.
Lo sucedido en Mota del Cuervo no era una excepción, ya que para entonces había habido varios roces entre los falangistas y los otros sectores políticos del franquismo. Salvador Merino se encontraba en Berlín por estas fechas y, según dijeron entonces sus enemigos, en realidad estaría recabando apoyos nazis para un golpe de Estado. Todos estos hechos hicieron que Franco empezase a recelar del enorme poder detentado por los falangistas. El 5 de mayo, Franco puso al militar Valentín Galarza —conocido por ser un furibundo antifalangista— al frente del Ministerio de la Gobernación. Desde su nuevo puesto, Galarza procedió a realizar una purga de los falangistas serranistas en los principales puestos de la administración estatal. Uno de los cargos cesados por Galarza fue el director general de Seguridad, el serranista José Finat. Otros muchos cargos de nivel medio también fueron destituidos. Esta purga supuso la salida de puestos clave de muchos de los partidarios de Serrano Suñer. Pasado un tiempo, la que se denominó como crisis de mayo de 1941 supuso un revés para el cuñadísimo, que perdió el privilegio de ser el único enlace entre Franco y el partido único, tras el nombramiento de José Luis Arrese como Secretario general de FET y de las JONS. El 12 de mayo, en el diario Madrid apareció un artículo —escrito por el periodista Juan Pujol, aunque bajo instigación de Galarza— que suponía un duro ataque a Serrano Suñer. La respuesta de Serrano Suñer fue presentar su dimisión, aunque finalmente —tras las presiones de Franco— la retiró y permaneció al frente del Ministerio de Exteriores.

### Ministro de Exteriores
A pesar del revés sufrido, Serrano Suñer siguió siendo una de las figuras más relevantes del régimen. Si bien perdió el control del estratégico Ministerio de la gobernación, siguió desplegando un importantísimo poder desde el Ministerio de Exteriores. En julio de 1941 consiguió que el general Espinosa de los Monteros —con el que mantenía pésimas relaciones— saliera de la embajada española de Berlín y fuera sustituido por un cercano suyo, José Finat, que era un entusiasta pronazi. Desde el Ministerio de Asuntos exteriores, Serrano Suñer también dio un nuevo impulso al Servicio Exterior de Falange. Entre los cambios que vinieron estuvo el nombramiento de Felipe Ximénez de Sandoval como jefe del Servicio Exterior, un importante aumento presupuestario del organismo y la intensificación de sus actividades.
El 24 de junio de 1941, dos días después de que Alemania invadiera la Unión Soviética, Serrano Suñer dio un famoso discurso desde un balcón de la sede de la Secretaría General de FET y de las JONS, en la madrileña calle Alcalá, en el cual preconizó la idea de ayudar a Alemania en su lucha contra la Rusia soviética:

Camaradas, no es hora de discursos; pero sí de que la Falange dicte en estos momentos su sentencia condenatoria. [...] ¡Rusia es culpable! Culpable de nuestra guerra civil. Culpable de la muerte de José Antonio, nuestro fundador, y de la muerte de tantos camaradas y tantos soldados caídos en aquella guerra por la agresión del comunismo. El exterminio de Rusia es una exigencia de la historia y del porvenir de Europa.

Tras el discurso, algunos manifestantes se dirigieron a la sede de la embajada británica en Madrid y empezaron a apedrearla, rompiendo varios cristales, mientras seguían dando gritos contra Rusia. Al parecer el camión del que los manifestantes tomaron las piedras había sido puesto allí por las autoridades y el intento de asalto no fue repelido por la policía española, sino por los guardias británicos que custodiaban el recinto diplomático. Mientras todo esto ocurría, un equipo de cine alemán grabó la escena. El embajador británico fue a ver a Serrano Suñer a su domicilio particular para protestar: «Esto sólo sucede en un país de salvajes», le dijo.
El mismo día que se produjo la invasión alemana de la URSS, Serrano Suñer —tras hablar previamente con Franco— se había entrevistado con el embajador alemán von Stohrer para proponerle el envío de voluntarios falangistas al frente ruso. Esta propuesta acabaría materializándose con el envío de una división —la que poco después empezaría a conocerse como «División Azul»— integrada por voluntarios pero mandada por oficiales profesionales que combatirían con el uniforme alemán y que quedaría al mando del general pronazi Agustín Muñoz Grandes. Hitler aceptó la oferta pero cuando su ministro de Asuntos Exteriores alemán, von Ribbentrop, le pidió a su homólogo español que el gobierno de Franco declarara la guerra a la Unión Soviética, Serrano se negó a hacerlo por temor a las represalias británicas.
A finales de noviembre de 1941 fue invitado a Berlín, donde firmó la prórroga del Pacto Antikomintern en representación de España.

### Declive y caída en desgracia
La crisis política de mayo de 1941 no había derribado a Serrano Suñer pero sí supuso una importante pérdida de poder para el cuñadísimo. El propio Serrano pensó que lo sucedido durante el mes de mayo no tendría incidencia sobre su poder y que, a pesar de la presencia de José Luis Arrese en la secretaría general de FET y de las JONS, él seguiría teniendo la misma preeminencia sobre el partido único como ya había ocurrido durante la época de Fernández-Cuesta. Así las cosas, a lo largo de aquel año estuvo preparando la aprobación de una nueva «Ley de Organización del Estado», promovida por él mismo y que copiaba el sistema político de la Italia fascista. Pero para finales de 1941 las presiones de los sectores militares y no falangistas del régimen hicieron que Franco frenase el proyecto de ley.
Durante el verano y otoño de 1941, los generales monárquicos presionaron a Franco para que Serrano Suñer fuera relevado. En enero de 1942 hubo un nuevo intento, probablemente inspirado por la embajada británica, de derribar al Cuñadísimo por parte de los generales monárquicos, pero Franco no le retiró su apoyo.

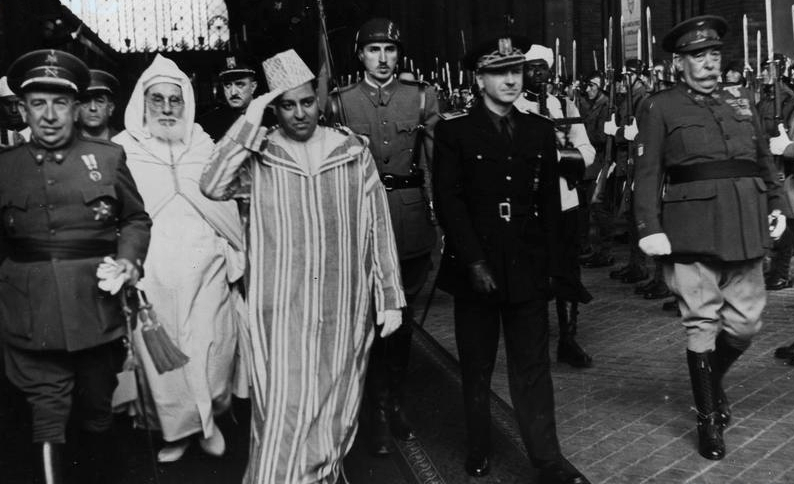
Serrano Suñer junto al jalifa marroquí Muley Hassán, tras su llegada a la Estación de Atocha (1942).

Los reveses alemanes en la Unión Soviética y la posterior entrada de Estados Unidos en la guerra comenzaron a cambiar la evolución de la contienda en favor de los aliados. A lo largo de 1942 el poder de acción exterior de Serrano Suñer fue mermando cada vez más. A comienzos de año la Dirección General de Marruecos y Colonias, que hasta entonces había dependido del Ministerio de Exteriores, pasó a depender de la Presidencia del Gobierno (es decir, pasó a depender del propio Franco). Poco después Serrano también se vio privado de su principal colaborador en el ministerio, Ximénez de Sandoval, que había sido destituido de todos sus cargos tras un incidente entre falangistas y monárquicos. Según Stanley G. Payne, el principal responsable de la caída en desgracia de Ximénez de Sandoval habría sido el jefe del partido, Arrese. De hecho, Arrese venía manteniendo un contacto regular con Hans Thomsen —el jefe del Partido nazi en España— y con Gardemann —el consejero de la embajada alemana en Madrid—, convenciéndoles de que la caída de Serrano Suñer supondría implícitamente una mayor cooperación entre la España franquista y la Alemania nazi.
En clave interna, los incidentes entre los falangistas y otros grupos políticos de la dictadura franquista —principalmente, carlistas y monárquicos— se multiplicaron durante la primavera de 1942, llegando a veces al uso de armas de fuego y multitudinarias peleas callejeras. Durante aquel verano también se produjeron numerosos enfrentamientos internos entre las facciones falangistas, principalmente entre los seguidores de Arrese y los de Serrano Suñer.
En ese contexto de incidentes, el 15 de agosto un grupo de falangistas lanzó dos granadas contra el gentío que salía de una misa presidida por el general José Enrique Varela, ministro del Ejército, en la basílica de Nuestra Señora de Begoña (en Bilbao) en honor a los combatientes carlistas caídos durante la guerra civil. Los altos mandos militares —encabezados por el propio Varela y este a su vez secundado por el general Galarza, ministro de la Gobernación— consideraron el atentado como un «ataque al Ejército» por parte de la Falange y exigieron la destitución de Serrano Suñer. Franco rechazó castigar al partido y consideró las exigencias de ambos militares una insubordinación a su poder, por lo que destituyó a Varela y Galarza, sustituyéndoles por militares más obedientes. No obstante, seguían siendo muchos los sectores que deseaban ver a Serrano Suñer fuera del gobierno. El subsecretario de Presidencia, Luis Carrero Blanco, recomendó a Franco que prescindiera de Serrano para evitar que el estamento militar pudiera pensar que la Falange fuera a salir victoriosa de los ceses de cargos políticos preparados tras el incidente de Begoña (Varela, Galarza, Luna). Finalmente, en septiembre de 1942, Serrano Suñer fue apartado del Ministerio de Asuntos Exteriores y de la presidencia de la Junta Política de la Falange Española Tradicionalista y de las JONS.
Hitler celebró la caída de Serrano, ya que según él ponía «fin al juego de hacerse pasar por amigo del Eje mientras evitaba que España se uniera a la coalición».
No se nombró a ningún sucesor para ocupar el puesto de la Junta Política, siendo asumidas sus funciones por el propio Franco. Serrano Suñer no fue recompensado con ningún puesto en el Estado, ni siquiera honorífico, por lo que volvió a ejercer su profesión de abogado. En cuanto a la relación entre las dos familias, esta «se volvió fríamente cortés» y Carmen Polo se distanció de su hermana «Zita» Polo, esposa de Serrano Suñer.

### Vida posterior
Tras la finalización de la Segunda Guerra Mundial, llegaría a modificar sus posiciones políticas y enviaría una carta a Franco —recibida por este el 3 de septiembre de 1945— en la que recomendaba al dictador la formación de un gobierno de transición con intelectuales liberales «no rojos» en el exilio; Franco escribió «Je, je, je» como anotación a esta. Tras su salida del gobierno se dedicó a la abogacía, aunque hasta 1967 mantendría sus cargos de procurador en las Cortes franquistas y de consejero nacional.
En 1949 patrocinó la visita del líder fascista británico Oswald Mosley a España, y le llevó a ver la tumba de José Antonio Primo de Rivera. En 1961, durante el llamado «Putsch de Argel» contra el presidente francés Charles De Gaulle, Serrano Suñer fue el principal apoyo de Raoul Salan durante la estancia de este último en España y preparó su traslado a Argelia para llevar a cabo el golpe de los generales en abril. Por esas fechas el antiguo jerarca falangista también actuó como enlace entre Raoul Salan y el dictador portugués Oliveira Salazar, que apoyaba entusiastamente las intenciones golpistas de Salan.
Los últimos años de la dictadura marcaron distancias con el Régimen pero aún mantenía sus reticencias a volver al sistema democrático, al menos como el de 1936. Por un lado consideraba que el desarrollo político avanzaba con lentitud y a la vez preconizó que había que encauzarlo y dirigirlo. En sus memorias, en las que trabajó durante años, publicadas en 1977, avanzó en la crítica al franquismo llegando a caracterizar, con franqueza, la represión de posguerra como «justicia al revés».
El 1 de septiembre de 2003, tras pasar los últimos años aquejado de una grave enfermedad que lo imposibilitó en todos los aspectos, falleció a los 101 años en Madrid, siendo el último dirigente principal con vida de la Guerra Civil. Por aquel entonces, varios colectivos preparaban una demanda ante el Tribunal Penal Internacional para procesarle por crímenes contra la humanidad.

## Imputación errónea póstuma
Serrano Suñer fue uno de los treinta y cinco altos cargos del franquismo imputados en octubre de 2008 por la Audiencia Nacional en el sumario instruido por Baltasar Garzón, por los delitos de detención ilegal y crímenes contra la humanidad cometidos durante la guerra civil española y durante el primer franquismo; no fue procesado al comprobarse su fallecimiento, acaecido unos años antes de la imputación. Por la instrucción de esta causa el juez Garzón fue acusado de prevaricación, juzgado y posteriormente absuelto por el Tribunal Supremo, que dictaminó no obstante que dicha instrucción había sido un error.

## Familia
Tuvo seis hijos con su esposa Ramona "Zita" Polo Martínez-Valdés, con quien contrajo matrimonio en 1931: 
- José Felipe, nacido en 1932 y fallecido en 2013. Arquitecto. Casado con Christa von Cramer-Klett.  
- Fernando, nacido en 1933 y fallecido en 2020. Embajador de España en Bolivia. Casado con Pilar Medina Guerrero. 
- Jaime, nacido en 1936 y fallecido en 2017. Ingeniero de telecomunicaciones. 
- Francisco, ingeniero industrial. Fallecido en 2020. Casado con Carmen Goizueta Arias- Dávila. 
- Ramón, nacido en 1939. Abogado. Casado con Genoveva de Hoyos Martínez de Irujo. 
- María del Pilar, nacida en 1940. Casada con Carlos Muguiro Ybarra. 
El 29 de agosto de 1942 nació su hija Carmen Díez de Rivera, a la que nunca reconoció, fruto de una relación extramatrimonial con María Sonsoles de Icaza y de León, esposa de Francisco de Paula Díez de Rivera y Casares, marqués de Llanzol. Carmen Díez de Rivera estuvo a punto de casarse con su hermano de padre Ramón Serrano Suñer Polo.

## Obras
- —— (1947). Entre Hendaya y Gibraltar. Madrid: Ediciones y Publicaciones Españolas.
- —— (1969). Ensayos al viento. Madrid: Cultura Hispánica. Prólogo de Azorín.
- —— (1977). Entre el silencio y la propaganda, la Historia como fue. Memorias. Barcelona: Planeta.
- —— (1981). De anteayer y de hoy. Barcelona: Plaza y Janés
- —— (1985). Dictámenes y recursos de casación civil. Madrid: Edersa.
- —— (1995). Política de España, 1936-1975. Madrid: Editorial Complutense.

### Pie de página
1. ↑  España: «LEY modificando la de 30 de enero de 1938, que organizó la Administración Central del Estado». Boletín Oficial del Estado núm. 183, de 31 de diciembre de 1938: 3216-3217.
2. ↑  Merino, 2004, p. 24.
3. ↑  Dwork y Jan Pelt, 2004, p. 36.
4. 1 2  «Fallece a los 101 años Serrano Suñer, ministro de varias carteras durante la dictadura franquista». El País. 1 de septiembre de 2003.
5. 1 2  «Fallece Ramón Serrano Súñer, el ministro de Interior y de Asuntos Exteriores de Franco». El Mundo. 1 de septiembre de 2003.
6. ↑  Redondo y 1993, 202n.
7. ↑  Cardona, 1986, p. 354.
8. ↑  Montero, 1977, p. 346.
9. ↑  García Lahiguera, 1983, p. 51.
10. ↑  Redondo, 1993, p. 201.
11. 1 2 3  Thomas, 1976, p. 686.
12. ↑  Redonfo, 1993, p. 201.
13. ↑  Romero Salvadó, 2013, p. 314.
14. ↑  Thomas, 1976, p. 190.
15. ↑  Fernández Santander, 1983, p. 58.
16. ↑  Merino, 2004, pp. 173-175.
17. ↑  Bachoud y Pons Irazazábal, 2000, p. 128.
18. ↑  Merino, 2004, p. 175.
19. ↑  García Lahiguera, 1983, p. 74.
20. ↑  Merino, 2004, p. 181.
21. ↑  Lowe, 2010, p. 221.
22. ↑  Romero, 1982, p. 269.
23. ↑  Merino, 2004, p. 185.
24. 1 2 3  Romero Salvadó, 2005, p. 163.
25. ↑  Merino, 2004, p. 189.
26. ↑  Merino, 2004, p. 190.
27. ↑  Merino, 2004, p. 195.
28. ↑  Rojas, 2003, p. 25.
29. ↑  Reig Tapia, 1990, p. 114.
30. 1 2 3  Thomas, 1976, p. 685.
31. ↑  Garriga, 1986, p. 42.
32. ↑  Thomas, 1976, p. 417n.
33. ↑  Thomas, 1976, p. 686n.
34. ↑  Garriga, 1986, p. 40.
35. 1 2  Figallo, 1996, pp. 124-125.
36. ↑  Cabanellas, 1977, p. 391.
37. ↑  Thomas, 1976, pp. 685-686.
38. 1 2  Gallego y Morente, 2005, p. 214.
39. ↑  Preston, 1994, p. 321.
40. ↑  Redondo, 1993, p. 202.
41. ↑  Tuñón de Lara, 2000, p. 667.
42. ↑  Payne, 1999, p. 276.
43. ↑  Thomas, 1976, p. 691.
44. ↑  Casanova, 2007, p. 354.
45. ↑  García Lahiguera, 1983, p. 93.
46. ↑  Thomas, 1976, p. 808.
47. ↑  Sánchez Recio, 1999, p. 46.
48. ↑  García Lahiguera, 1983, p. 121.
49. ↑  Redondo, 1993, p. 395.
50. ↑  Thomas, 1976, p. 809.
51. ↑  Preston, 1994, pp. 321-322.
52. ↑  Casanova, 2007, p. 351.
53. ↑  García Lahiguera, 1983, pp. 119-124.
54. ↑  Thomas, 1976, pp. 810-811.
55. ↑  Borras Betriu, Rafael. «Franco visto por sus ministros». Espejo de España. ISBN 8432056766. Consultado el 4 de diciembre de 2023.
56. ↑  Thomas, 1976, p. 813.
57. ↑  Thomas, 1976, p. 811.
58. ↑  Fernández García y García Rico, 2001, p. 246.
59. 1 2  Anderson y del Arco, 2014, p. 48.
60. ↑  García Lahiguera, 1983, p. 129.
61. ↑  Coverdale, 1975, p. 344.
62. 1 2  Reig García, 2011, p. 134.
63. 1 2  Preston, 2013, p. 635.
64. ↑  Salas, 1992, p. 488.
65. ↑  García Lahiguera, 1983, p. 130.
66. ↑  Thomas, 1976, p. 737.
67. ↑  Montoliú Camps, 2005, p. 40.
68. ↑  Álvarez Fernández, 2007, pp. 83-84.
69. ↑  Montoliú Camps, 2005, p. 42.
70. ↑  Gil Pecharromán, 2013, p. 43.
71. ↑  Bowen, 2006, p. 81.
72. ↑  Bowen, 2006, p. 82.
73. ↑  Bowen, 2006, p. 87.
74. ↑  Bowen, 2006, p. 78.
75. 1 2  Preston, 2013, p. 638.
76. ↑  Álvarez Chillida y Izquierdo, 2007, p. 253.
77. ↑  De Antón, 2000, p. 369.
78. ↑  Aguilar, 1999, p. 62.
79. ↑  Montoliú Camps, 2005, p. 72.
80. ↑  Merino, 2004, p. 67.
81. ↑  Merino, 2004, pp. 67-68.
82. ↑  Merino, 2004, p. 68.
83. ↑  Montoliú Camps, 2005, pp. 148-149.
84. ↑  Suárez Fernández, 2011, pp. 156-157.
85. ↑  Delgado Gómez-Escalonilla, 1988, pp. 47-48.
86. 1 2  Delgado Gómez-Escalonilla, 1988, pp. 48.
87. ↑  Pike, 2008, p. 39.
88. ↑  Preston, 2013, p. 639.
89. 1 2 3  Gallego y Morente, 2005, p. 220.
90. ↑  Rodríguez Jiménez, 2002, p. 35.
91. 1 2  Bowen, 2006, p. 90.
92. 1 2  Preston, 2013, p. 642.
93. ↑  Bowen, 2000, p. 92.
94. ↑  Christie, 2003, p. 29.
95. ↑  Preston, 2013, p. 643.
96. ↑  Preston, 1998, p. 494.
97. ↑  Suárez Fernández, 2011, pp. 184-185.
98. 1 2  Domínguez Arribas, 2009, p. 300.
99. ↑  Preston, 1998, pp. 538-540.
100. ↑  Gallego y Morente, 2005, p. 219.
101. 1 2  Gil Pecharromán, 2013, p. 45.
102. ↑  Preston, 1998, pp. 538-541.
103. ↑  Preston, 1998, pp. 540-541.
104. ↑  Gil Pecharromán, 2013, pp. 45-46.
105. ↑  Garriga, 1986, p. 117.
106. ↑  Bowen, 2006, p. 85.
107. ↑  Preston, 1998, p. 541.
108. 1 2  Preston, 1998, p. 541-542.
109. ↑  Bowen, 2006, p. 46.
110. ↑  Payne, 2008, p. 60.
111. ↑  Payne, 1999, p. 344.
112. ↑  García Lahiguera, 1983, p. 194.
113. 1 2  Suárez Fernández, 2011, p. 202.
114. ↑  Preston, 1998, pp. 545-546.
115. ↑  Preston, 1998, p. 545.
116. ↑  Preston, 1998, p. 551.
117. ↑  Suárez Fernández, 2011, p. 201-202.
118. ↑  Garriga, 1986, p. 129.
119. ↑  Payne, 1999, p. 361.
120. ↑  Gil Pecharromán, 2008, p. 60.
121. ↑  Suárez Fernández, 2011, pp. 213-214.
122. ↑  Delgado Gómez-Escalonilla, 1988, p. 75.
123. ↑  Delgado Gómez-Escalonilla, 1988, pp. 75-76.
124. ↑  Payne, 1999, p. 376.
125. ↑  Payne, 1999, p. 375.
126. ↑  Heine, 1983, p. 258.
127. ↑  Payne, 1999, p. 380.
128. ↑  Moradiellos, 2000, p. 77-78.
129. ↑  Payne, 1997, p. 38.
130. ↑  Fernández-Longoria, 2004, p. 264.
131. ↑  Elwood, 1987, p. 74.
132. ↑  Marquina Barrio, 1989, p. 167.
133. ↑  Preston, 1998, p. 586; 588.
134. ↑  Suárez Fernández, 2011, p. 223-224.
135. ↑  Preston, 1998, p. 586.
136. ↑  
Payne, 1999, p. 401; Tusell, 2003.
137. ↑  Giménez Martínez, 2012, p. 252.
138. ↑  Macklin, 2007, pp. 100-101.
139. ↑  Aït Yahia, 2013.
140. ↑  Ribeiro De Meneses, 2009, p. 512.
141. ↑  La Gaceta del Norte, 2 de mayo de 1972
142. ↑  La Gaceta del Norte, 4 de diciembre de 1973
143. ↑  Avui, 4 de septiembre de 2003
144. ↑  Chinchón Álvarez, 2011, p. 114.
145. ↑  Texto del auto de 16 de octubre de 2008
146. ↑  Documento: Auto del juez Garzón en que se inhibe de investigar la causa del franquismo.
147. ↑  El País: Garzón reparte la causa del franquismo.
148. ↑  Yoldi, José; Julio M. Lázaro (27 de febrero de 2012). «El Supremo considera que Garzón erró, pero no prevaricó, y lo absuelve». El País. Consultado el 7 de septiembre de 2013.
149. ↑  BEATRIZ MIRANDA (14 de enero de 2017). «¿Qué fue de Ramón Serrano-Suñer Polo, el amor prohibido de Carmen Diez de Rivera?». El Mundo.